# دلباری دوبرا
دلباری دوبرا (به لاتین: Deulbari Dobra) یک منطقهٔ مسکونی در بنگلادش است که در ناحیه پیروج‌پور واقع شده‌است.